# Iospilus phalacroides
Iospilus phalacroides är en ringmaskart som beskrevs av René Viguier 1886. Iospilus phalacroides ingår i släktet Iospilus och familjen Iospilidae. Inga underarter finns listade i Catalogue of Life.